# Formica knighti
Formica knighti é uma espécie de formiga do gênero Formica, pertencente à subfamília Formicinae.